# Saubersrieth
Saubersrieth ist ein Gemeindeteil des
Marktes Moosbach im Oberpfälzer Landkreis Neustadt an der Waldnaab, Bayern.

## Geographische Lage
Das Dorf Saubersrieth liegt an der Staatsstraße 2160 etwas oberhalb des Tröbesbaches auf seinem Ostufer etwa 2 km südlich von Moosbach.

## Geschichte
Saubersrieth wurde 1255 erstmals erwähnt.
Zum Stichtag 23. März 1913 (Osterfest) wurde Saubersrieth als Teil der Pfarrei Moosbach mit 18 Häusern und 94 Einwohnern aufgeführt.
Am 31. Dezember 1990 hatte Saubersrieth 105 Einwohner und gehörte zur Pfarrei Moosbach.

## Kultur und Sehenswürdigkeiten
1910 wurde in Saubersrieth eine der Schmerzhaften Mutter geweihte Kapelle gebaut.